# Britta Becker
Pour les articles homonymes, voir Becker.
Britta Becker, née le 11 mai 1973 à Rüsselsheim, est une joueuse allemande de hockey sur gazon.

## Biographie
Britta Becker remporte aux Jeux olympiques d'été de 1992 à Barcelone la médaille d'argent avec l'équipe nationale allemande.
Elle participe aussi aux Jeux olympiques de 1996 et de 2000 où les Allemandes finissent respectivement aux sixième et septième places.